# 2015-ös Ázsia-kupa (C csoport)
A 2015-ös Ázsia-kupa C csoportjának mérkőzéseit január 11-től 19-ig játszották. A csoportban Irán, Egyesült Arab Emírségek, Katar és Bahrein szerepelt. A csoportból Irán és az Egyesült Arab Emírségek jutott tovább.

## Tabella
| Csapat                  | M | Gy | D | V | G+ | G– | Gk | P |
| ----------------------- | - | -- | - | - | -- | -- | -- | - |
| Irán                    | 3 | 3  | 0 | 0 | 4  | 0  | +4 | 9 |
| Egyesült Arab Emírségek | 3 | 2  | 0 | 1 | 6  | 3  | +3 | 6 |
| Bahrein                 | 3 | 1  | 0 | 2 | 3  | 5  | –2 | 3 |
| Katar                   | 3 | 0  | 0 | 3 | 2  | 7  | –5 | 0 |

## Mérkőzések

### Egyesült Arab Emírségek – Katar
| 2015. január 11. 18:00 (UTC+11) |

| Egyesült Arab Emírségek        | 4–1               | Katar       |
| ------------------------------ | ----------------- | ----------- |
| Halíl 37' 52' Mabkhout 56' 90' | (1–1) Jegyzőkönyv | Ibrahim 23' |

| Canberra Stadium, Canberra Nézőszám: 5513 Játékvezető: Kim Jong-hyeok (dél-koreai) |

| Egyesült Arab Emírségek | Katar |

| GK                   | 1  | Majed Naser (csk)   |     |     |
| RB                   | 3  | Walid Abbas         | 35' |     |
| CB                   | 6  | Mohanad Salem       |     |     |
| CB                   | 8  | Hamdan Al-Kamali    | 62' |     |
| LB                   | 14 | Abdelaziz Sanqour   |     |     |
| DM                   | 13 | Khamis Esmaeel      |     |     |
| CM                   | 5  | Amer Abdulrahman    |     | 68' |
| CM                   | 10 | Omar Abdulrahman    |     |     |
| RW                   | 16 | Mohamed Abdulrahman |     | 68' |
| LW                   | 7  | Ali Mabkhout        |     |     |
| CF                   | 11 | Ahmed Khalil        |     | 85' |
| Cserék:              |    |                     |     |     |
| MF                   | 15 | Ismail Al Hammadi   |     | 68' |
| MF                   | 17 | Majed Hassan        |     | 68' |
| MF                   | 4  | Habib Fardan        |     | 85' |
| Szövetségi kapitány: |    |                     |     |     |
| Mahdi Ali            |    |                     |     |     |
| Egyéb:               |    |                     |     |     |
| DF                   | 19 | Mohamed Ahmed       | 59' |     |

| GK                   | 1  | Qasem Burhan             |     |     |
| RB                   | 3  | Abd el-Csarím Haszan     |     |     |
| CB                   | 13 | Ibrahim Majid (csk)      |     |     |
| CB                   | 4  | Almahdi Ali Mukhtar      |     |     |
| LB                   | 5  | Abd ál-Azíz Hátem        |     |     |
| DM                   | 10 | Khalfan Ibrahim          |     | 63' |
| CM                   | 19 | Mohammed Muntari         |     | 69' |
| CM                   | 20 | Karim Boudiaf            |     | 46' |
| RW                   | 23 | Ahmed Abdelmakszúd       | 44' |     |
| LW                   | 11 | Hassan Al Haidos         |     |     |
| CF                   | 18 | Mohammed Tresor Abdullah |     |     |
| Cserék:              |    |                          |     |     |
| FW                   | 16 | Búalám Húhí              |     | 46' |
| FW                   | 17 | Iszmáíl Mohamad          |     | 63' |
| FW                   | 9  | Meshal Abdullah          |     | 69' |
| Szövetségi kapitány: |    |                          |     |     |
| Djamel Belmadi       |    |                          |     |     |

| A mérkőzés játékosa: Ahmed Khalil (Egyesült Arab Emírségek) Asszisztensek: Jeong Hae-sang (dél-koreai) Yoon Kwang-yeol (dél-koreai) Negyedik játékvezető: Yudai Yamamoto (japán) Ötödik játékvezető: Najah Raham Rashid (iraki) |

### Irán – Bahrein
| 2015. január 11. 20:00 (UTC+11) |

| Irán                      | 2–0               | Bahrein |
| ------------------------- | ----------------- | ------- |
| Hajsafi 45+1' Shojaei 71' | (1–0) Jegyzőkönyv |         |

| Melbourne Rectangular Stadium, Melbourne Nézőszám: 17 712 Játékvezető: Ben Williams (ausztrál) |

| Irán | Bahrein |

| GK                   | 1  | Alireza Haghighi     |     |     |
| RB                   | 3  | Ehsan Hajsafi        | 23' |     |
| CB                   | 4  | Jalal Hosseini       |     |     |
| CB                   | 8  | Morteza Pouraliganji |     |     |
| LB                   | 11 | Vouria Ghafouri      |     |     |
| DM                   | 7  | Masoud Shojaei       |     | 80' |
| CM                   | 6  | Javad Nekounam (csk) |     |     |
| CM                   | 14 | Andranik Teymourian  |     |     |
| RW                   | 21 | Ashkan Dejagah       |     | 89' |
| LW                   | 23 | Mehrdad Pouladi      |     |     |
| CF                   | 16 | Reza Ghoochannejhad  |     | 75' |
| Cserék:              |    |                      |     |     |
| FW                   | 20 | Szardar Azmun        |     | 75' |
| FW                   | 18 | Alireza Jahanbakhsh  |     | 80' |
| FW                   | 17 | Soroush Rafiei       |     | 89' |
| Szövetségi kapitány: |    |                      |     |     |
| Carlos Queiroz       |    |                      |     |     |

| GK                   | 1  | Szaíd Dzsafar          |     |     |
| RB                   | 2  | Mohamed Huszaín (csk)  |     |     |
| CB                   | 3  | Valíd el-Hajám         |     | 65' |
| CB                   | 12 | Faouzi Aaish           |     |     |
| LB                   | 17 | Hussain Ali Baba       |     |     |
| DM                   | 4  | Szajed Szaíd           |     |     |
| CM                   | 7  | Abd el-Vaháb esz-Száfí |     |     |
| CM                   | 15 | Abdullah Omar          | 44' |     |
| RW                   | 11 | Iszmaíl Abd el-Latíf   |     | 66' |
| LW                   | 14 | Jaycee John Okwunwanne |     |     |
| CF                   | 20 | Sami Al-Husaini        |     | 80' |
| Cserék:              |    |                        |     |     |
| DF                   | 23 | Rashed Al-Hooti        |     | 65' |
| MF                   | 9  | Abd el-Vaháb el-Malúd  |     | 66' |
| MF                   | 8  | Sayed Ahmed            |     | 80' |
| Szövetségi kapitány: |    |                        |     |     |
| Marjan Eid           |    |                        |     |     |

| A mérkőzés játékosa: Ehsan Hajsafi (Irán) Asszisztensek: Matthew Cream (ausztrál) Paul Cetrangolo (ausztrál) Negyedik játékvezető: Christopher Beath (ausztrál) Ötödik játékvezető: Akane Yagi (japán) |

### Bahrein – Egyesült Arab Emírségek
| 2015. január 15. 18:00 (UTC+11) |

| Bahrein        | 1–2               | Egyesült Arab Emírségek         |
| -------------- | ----------------- | ------------------------------- |
| Okwunwanne 26' | (1–1) Jegyzőkönyv | Mabkhout 1' Huszaín 74' (öngól) |

| Canberra Stadium, Canberra Nézőszám: 7925 Játékvezető: Christopher Beath (ausztrál) |

| Bahrein | Egyesült Arab Emírségek |

| GK                   | 1  | Szaíd Dzsafar          |       |     |
| RB                   | 15 | Abdullah Omar          |       |     |
| CB                   | 18 | Mohamed Duaij Mahorfi  |       | 66' |
| CB                   | 2  | Mohamed Huszaín (csk)  | 12'   |     |
| LB                   | 23 | Rashed Al Hooti        | 89'   |     |
| RM                   | 4  | Szajed Szaíd           |       | 78' |
| CM                   | 8  | Sayed Ahmed            |       |     |
| CM                   | 7  | Abdulwahab Al Safi     | 50'   |     |
| LM                   | 12 | Faouzi Aaish           | 90+4' |     |
| CF                   | 14 | Jaycee John Okwunwanne |       |     |
| CF                   | 9  | Abd el-Vaháb el-Malúd  |       | 78' |
| Cserék:              |    |                        |       |     |
| DF                   | 17 | Hussain Ali Baba       |       | 66' |
| FW                   | 11 | Iszmaíl Abd el-Latíf   |       | 78' |
| FW                   | 20 | Sami Al-Husaini        |       | 78' |
| Szövetségi kapitány: |    |                        |       |     |
| Marjan Eid           |    |                        |       |     |

| GK                   | 1  | Majed Naser (csk)   |  |     |
| RB                   | 14 | Abdelaziz Sanqour   |  |     |
| CB                   | 8  | Hamdan Al-Kamali    |  | 80' |
| CB                   | 23 | Mohamed Ahmed       |  |     |
| LB                   | 3  | Walid Abbas         |  |     |
| CM                   | 13 | Khamis Esmaeel      |  |     |
| CM                   | 5  | Amer Abdulrahman    |  |     |
| RW                   | 16 | Mohamed Abdulrahman |  | 62' |
| AM                   | 10 | Omar Abdulrahman    |  |     |
| LW                   | 7  | Ali Mabkhout        |  |     |
| CF                   | 11 | Ahmed Khalil        |  | 87' |
| Cserék:              |    |                     |  |     |
| MF                   | 15 | Ismail Al Hammadi   |  | 62' |
| DF                   | 19 | Ismail Ahmed        |  | 80' |
| MF                   | 4  | Habib Fardan        |  | 87' |
| Szövetségi kapitány: |    |                     |  |     |
| Mahdi Ali            |    |                     |  |     |

| A mérkőzés játékosa: Omar Abdulrahman (Egyesült Arab Emírségek) Asszisztensek: Jakhongir Saidov (üzbég) Chow Chun Kit (hongkongi) Negyedik játékvezető: Yudai Yamamoto (japán) Ötödik játékvezető: Najah Raham Alhamaidah (iraki) |

### Katar – Irán
| 2015. január 15. 20:00 (UTC+11) |

| Katar | 0–1               | Irán      |
| ----- | ----------------- | --------- |
|       | (0–0) Jegyzőkönyv | Azmun 52' |

| Stadium Australia, Sydney Nézőszám: 22 672 Játékvezető: Ravshan Ermatov (üzbég) |

| Katar | Irán |

| GK                   | 1  | Qasem Burhan             |     |     |
| RB                   | 18 | Mohammed Tresor Abdullah |     |     |
| CB                   | 4  | Almahdi Ali Mukhtar      | 49' |     |
| CB                   | 13 | Ibrahim Majid (csk)      |     |     |
| LB                   | 3  | Abd el-Csarím Haszan     |     |     |
| CM                   | 20 | Karim Boudiaf            |     |     |
| CM                   | 23 | Ahmed Abdelmakszúd       |     | 73' |
| RW                   | 17 | Iszmáíl Mohamad          |     | 59' |
| AM                   | 16 | Búalám Húhí              |     |     |
| LW                   | 11 | Hassan Al Haidos         |     |     |
| CF                   | 19 | Mohammed Muntari         |     |     |
| Cserék:              |    |                          |     |     |
| MF                   | 10 | Khalfan Ibrahim          |     | 59' |
| FW                   | 9  | Meshal Abdullah          |     | 73' |
| Szövetségi kapitány: |    |                          |     |     |
| Djamel Belmadi       |    |                          |     |     |

| GK                   | 1  | Alireza Haghighi     |     |     |
| RB                   | 11 | Vouria Ghafouri      |     |     |
| CB                   | 4  | Jalal Hosseini       |     |     |
| CB                   | 8  | Morteza Pouraliganji |     |     |
| LB                   | 23 | Mehrdad Pooladi      |     |     |
| CM                   | 14 | Andranik Teymourian  |     | 87' |
| CM                   | 6  | Javad Nekounam (csk) |     |     |
| RW                   | 21 | Ashkan Dejagah       |     |     |
| AM                   | 7  | Masoud Shojaei       | 57' | 72' |
| LW                   | 3  | Ehsan Hajsafi        |     |     |
| CF                   | 20 | Szardar Azmun        |     | 62' |
| Cserék:              |    |                      |     |     |
| FW                   | 16 | Reza Ghoochannejhad  |     | 62' |
| DF                   | 2  | Khosro Heydari       |     | 72' |
| DF                   | 5  | Amir Hossein Sadeghi |     | 87' |
| Szövetségi kapitány: |    |                      |     |     |
| Carlos Queiroz       |    |                      |     |     |

| A mérkőzés játékosa: Andranik Teymourian (Irán) Asszisztensek: Abdukhamidullo Rasulov (üzbegisztáni) Bakhadyr Kochkarov (kirgiz) Negyedik játékvezető: Mohd Amirul Izwan (maláj) Ötödik játékvezető: Jeffrey Goh (szingapúri) |

### Irán – Egyesült Arab Emírségek
| 2015. január 19. 19:00 (UTC+10) |

| Irán                 | 1–0               | Egyesült Arab Emírségek |
| -------------------- | ----------------- | ----------------------- |
| Ghoochannejhad 90+1' | (0–0) Jegyzőkönyv |                         |

| Brisbane Stadium, Brisbane Nézőszám: 11 394 Játékvezető: Ryuji Sato (japán) |

| Irán | Egyesült Arab Emírségek |

| GK                   | 1  | Alireza Haghighi     |       |     |
| RB                   | 2  | Khosro Heydari       |       | 66' |
| CB                   | 4  | Jalal Hosseini       |       |     |
| CB                   | 8  | Morteza Pouraliganji |       |     |
| LB                   | 23 | Mehrdad Pooladi      | 63'   |     |
| CM                   | 14 | Andranik Teymourian  |       |     |
| CM                   | 6  | Javad Nekounam (csk) | 36'   |     |
| RW                   | 18 | Alireza Jahanbakhsh  |       | 58' |
| AM                   | 17 | Soroush Rafiei       |       |     |
| LW                   | 13 | Vahid Amiri          |       |     |
| CF                   | 20 | Szardar Azmun        | 45+2' | 72' |
| Cserék:              |    |                      |       |     |
| DF                   | 11 | Vouria Ghafouri      |       | 58' |
| FW                   | 21 | Ashkan Dejagah       |       | 66' |
| FW                   | 16 | Reza Ghoochannejhad  |       | 72' |
| Szövetségi kapitány: |    |                      |       |     |
| Carlos Queiroz       |    |                      |       |     |

| GK                   | 1  | Majed Naser (csk) |     |
| RB                   | 14 | Abdelaziz Sanqour |     |
| CB                   | 23 | Mohamed Ahmed     |     |
| CB                   | 6  | Mohanad Salem     |     |
| LB                   | 3  | Walid Abbas       | 26' |
| CM                   | 13 | Khamis Esmaeel    |     |
| CM                   | 5  | Amer Abdulrahman  |     |
| RW                   | 7  | Ali Mabkhout      |     |
| AM                   | 10 | Omar Abdulrahman  |     |
| LW                   | 4  | Habib Fardan      |     |
| CF                   | 11 | Ahmed Khalil      |     |
| Szövetségi kapitány: |    |                   |     |
| Mahdi Ali            |    |                   |     |

| A mérkőzés játékosa: Reza Ghoochannejhad (Irán) Asszisztensek: Toru Sagara (japán) Toshiyuki Nagi (japán) Negyedik játékvezető: Muhammad Taqi Al-Jaafari (szingapúri) Ötödik játékvezető: Jeffrey Goh (szingapúri) |

### Katar – Bahrein
| 2015. január 19. 20:00 (UTC+11) |

| Katar         | 1–2               | Bahrein             |
| ------------- | ----------------- | ------------------- |
| Al Haidos 68' | (0–1) Jegyzőkönyv | Szaíd 34' Ahmed 82' |

| Stadium Australia, Sydney Nézőszám: 4841 Játékvezető: Abdulláh al-Hiláli (ománi) |

| Katar | Bahrein |

| GK                   | 1  | Qasem Burhan             |     |     |
| RB                   | 18 | Mohammed Tresor Abdullah |     |     |
| CB                   | 4  | Almahdi Ali Mukhtar      |     |     |
| CB                   | 13 | Ibrahim Majid (csk)      |     |     |
| LB                   | 7  | Khalid Muftah            |     |     |
| CM                   | 20 | Karim Boudiaf            |     |     |
| CM                   | 5  | Abd ál-Azíz Hátem        | 34' | 46' |
| RW                   | 11 | Hassan Al Haidos         |     |     |
| AM                   | 8  | Alí Aszad Állah          |     | 65' |
| LW                   | 16 | Búalám Húhí              |     | 85' |
| CF                   | 19 | Mohammed Muntari         |     |     |
| Cserék:              |    |                          |     |     |
| FW                   | 23 | Ahmed Abdelmakszúd       |     | 46' |
| FW                   | 12 | Magid Mohamed            |     | 65' |
| FW                   | 9  | Meshal Abdullah          |     | 85' |
| Szövetségi kapitány: |    |                          |     |     |
| Djamel Belmadi       |    |                          |     |     |

| GK                   | 21 | Hamed Al-Doseri        |       |     |
| RB                   | 15 | Abdullah Omar          |       | 46' |
| CB                   | 13 | Abdulla Al-Haza'a      |       |     |
| CB                   | 17 | Hussain Ali Baba (csk) | 53'   |     |
| LB                   | 23 | Rashed Al Hooti        |       |     |
| RM                   | 4  | Szajed Szaíd           |       |     |
| CM                   | 8  | Sayed Ahmed            |       |     |
| CM                   | 7  | Abdulwahab Al-Safi     |       |     |
| LM                   | 9  | Abd el-Vaháb el-Malúd  |       | 75' |
| CF                   | 12 | Faouzi Aaish           |       |     |
| CF                   | 14 | Jaycee John Okwunwanne |       | 85' |
| Cserék:              |    |                        |       |     |
| FW                   | 20 | Sami Al-Husaini        |       | 46' |
| MF                   | 6  | Abd Állah Jászer       | 90+3' | 75' |
| FW                   | 16 | Abdulla Yusuf Helal    |       | 85' |
| Szövetségi kapitány: |    |                        |       |     |
| Marjan Eid           |    |                        |       |     |

| A mérkőzés játékosa: Faouzi Aaish (Bahrein) Asszisztensek: Hamad Al-Mayahi (ománi) Abu Bakar Al Amri (ománi) Negyedik játékvezető: Hettikamkanamge Perera (Srí Lanka-i) Ötödik játékvezető: Najah Raham Rashid (iraki) |